# ヌル・イリ
ヌル・イリ（Nuru ili、在位:紀元前15世紀頃）は、古アッシリア王国時代のアッシリアの王。
エンリル・ナツィル1世の息子として生まれ、父王の後を継いでアッシリア王となった。彼の治世中にアッシリアはミタンニの属国となり、彼自身もミタンニの臣下たる地位に甘んじていたという説もある。（ミタンニがアッシリアを支配下に置いた時期は概ねアッシュル・ナディン・アヘ1世の治世またはその前の数代の王の治世あたりであると言われるが、その間の事情や正確な時期ははっきりしない。）
彼の死後、息子のアッシュル・シャドゥニが王位を継いだが、間もなくヌル・イリの弟であるアッシュル・ラビ1世のクーデターによって王位は奪われた。